# Angriff auf Göteborg (1719)
1. Phase: Schwedische Dominanz (1700–1709)
Dänischer Kriegsschauplatz (1700)
Humlebæk • Tönning I 
Livländ./ Estnischer Kriegsschauplatz (1700–1708)
Riga I • Jungfernhof • Varja • Pühhajoggi • Narva • Petschora • Düna • Rauge • Erastfer • Hummelshof • Embach • Tartu • Narva II • Wesenberg I • Wesenberg II
Ingermanländ./ Finnischer Kriegsschauplatz (ab 1701)
Archangelsk • Ladogasee • Nöteborg • Nyenschanz • Newa • Systerbäck • Petersburg • Wyborg I • Porvoo • Newa II • Koporje II • Kolkanpää
Litauisch-weißrussischer Kriegsschauplatz (1702–1706)
Vilnius • Saladen • Jakobstadt • Gemauerthof • Mitau • Grodno I • Olkieniki • Njaswisch • Klezk • Ljachawitschy
Polnischer Kriegsschauplatz (1702–1706)
Klissow • Pułtusk • Thorn • Lemberg • Warschau • Posen • Punitz • Tillendorf • Rakowitz • Praga • Fraustadt • Kalisch 
Russischer Kriegsschauplatz (1708–1709)
Grodno II • Golowtschin • Moljatitschi • Rajowka • Lesnaja • Desna • Baturyn • Koniecpol • Weprik • Opischnja • Krasnokutsk • Sokolki • Poltawa I • Poltawa II
2. Phase: Schweden in der Defensive (1710–1721)
Baltischer und Finnischer Kriegsschauplatz (bis 1714)
Riga II • Wyborg II • Pernau • Kexholm • Reval • Hogland • Pälkäne • Storkyro • Nyslott • Hanko 
Schwed./Norwegischer Kriegsschauplatz (1710–1721)
Helsingborg • Køge-Bucht • Bottnischer Meerbusen • Frederikshald I • Dynekilen-Fjord • Göteborg I • Strömstad • Trondheim • Frederikshald II • Marstrand • Ösel • Göteborg II • Södra Stäket • Grönham • Sundsvall
Norddeutscher Kriegsschauplatz (1711–1716)
Elbing • Wismar I • Lübow • Stralsund I • Greifswalder Bodden I • Stade • Rügen • Gadebusch • Altona • Tönning II • Stettin • Fehmarn • Wismar II • Stralsund II • Jasmund • Peenemünde • Greifswalder Bodden II • Stresow 
Der erneute Angriff auf Göteborg im Jahre 1719 war eine militärische Intervention im Großen Nordischen Krieg. Der dänische Kapitän Peter Wessel Tordenskiold versuchte am 21. Juli 1719 die Nya Elfsborg zu zerstören sowie den Hafen von Göteborg und Göteborg selbst zu erobern.

## Im Vorfeld
Nach der Kapitulation den Schweden in Marstrand, wobei fast das gesamte Göteborggeschwader versenkt wurde, wandte sich der dänische Kapitän Peter Wessel Tordenskiold erneut der Hafenstadt Göteborg zu. Zusammen mit dem Kommandierenden der Kattegattflotte Flaggkapitän Oluf Budde arbeitete er einen Angriffsplan auf die Festung und den Hafen aus. Diesmal griffen sie mit allen verfügbaren Schiffen Göteborg an. Der Plan sah vor zuerst die Nya Elfsborg unter massiven Beschuss zu nehmen und wenn möglich komplett auszuschalten. Danach sollte der Hafen und schließlich die Stadt erobert werden.

## Der Angriff
Am 21. Juli 1719 startete der dänische Angriff. Die Flotte bestand aus sieben Linienschiffen, zwei Fregatten, vier Stückprahmen, drei Bombarden und vier Galeeren, welche insgesamt rund 528 Kanonen und etwa 6000 Mann Besatzung hatten.
Nachdem auf der kleinen Insel Aspholmarna gegenüber der Festung Nya Elfsborg eine Artilleriebatterie errichtet worden war, positionierte sich die dänische Flotte und begann mit dem Beschuss der Festung.

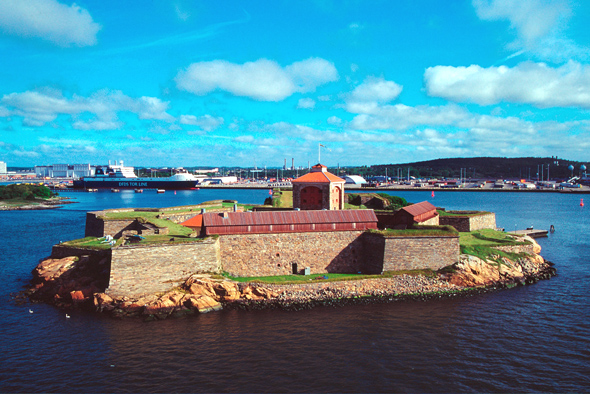
Nya Elfsborg in der Hafeneinfahrt von Göteborg

Die schwedische Besatzung der Festung zählte zum Zeitpunkt des Angriffes etwa 360 Mann vom Elfsborg Regiment. Außerdem ein sächsisches Artillerieregiment unter dem Kommando von Johan Abraham Lillie, welches mit 80 Geschützen verschiedenen Kalibers ausgerüstet, die Festung verteidigte. Die Artillerie war in vier Batterien eingeteilt, diese trugen die Namen: Käringbergets batteri (Hornschotenklee Berg), Caroli batteri, Hisings batteri und Billingen skans.
Nach drei Tagen Dauerbeschuss waren die Schäden an der Festung sehr umfangreich. Durch einen direkten Treffer wurde das Schießpulverdepot der Festung getroffen. Die Wucht der anschließenden Explosion hatte eine Außenwand der Festung zum Einstürzen gebracht. Auch der drei Stockwerke hohe Turm wurde schwer beschädigt. Trotzdem weigerte sich der Kommandeur Lillie zu kapitulieren. Auf die dänischen Angebote zur Übergabe der Festung antwortete er: Lieber als toter Lillie nach Göteborg zurückgebracht werden, als ein lebender Henrich Danckwardt zu sein. (Henrich Danckwardt war der Kommandant von Marstrand, er übergab die Festung an die Dänen. Er wurde dafür zum Verlust der Ehre, Eigentum und Leben verurteilt und 1720 durch Kopfabschlagen hingerichtet.)
Der Oberst George Bogislaus Staël von Holstein, Befehlshaber des Skaraborg Regiment, begann am 24. Juli mit einem Gegenangriff von Arendal aus. Arendal ist ein Stadtteil im Nordwesten von Göteborg, auf der Insel Hisingen und liegt der Festung Nya Elfsborg am nächsten. In dieser Position war es den Schweden möglich direkt in die Flanke der dänischen Flotte zu feuern. Die plötzlich im Kreuzfeuer stehenden dänischen Schiffe brachen die Belagerung der Festung ab und zogen sich außer Reichweite zurück.
Unterdessen liefen drei schwedischen Galeeren aus und griffen die Mörserbatterie auf der Insel Aspholmarna an. Nach einem kurzen Kampf wurden die Geschütze erobert und die unmittelbare Gefahr für die Festung war gebannt.
Die dänischen Schiffe blockierten weiterhin die Zufahrt zur Stadt und so blieben alle Truppen in Göteborg in erhöhter Alarmbereitschaft.
Im Morgengrauen des 1. September stach eine schwedische Flottille von Nya Varvet, einem Stadtteil im Westen von Göteborg, in See. Die schwedischen Schiffe segelten den Göta älv hinauf. Sie gelangten über den oberen Zufluss des Stromes, genannt Nordre älv, in die Ostsee und überraschten die dänische Flotte. Bei dem Angriff wurden eine Galeere, eine Bombarde, zwei Stückprahmen und fünf Lastkähne geentert.

## Angriff auf Nya Varvet

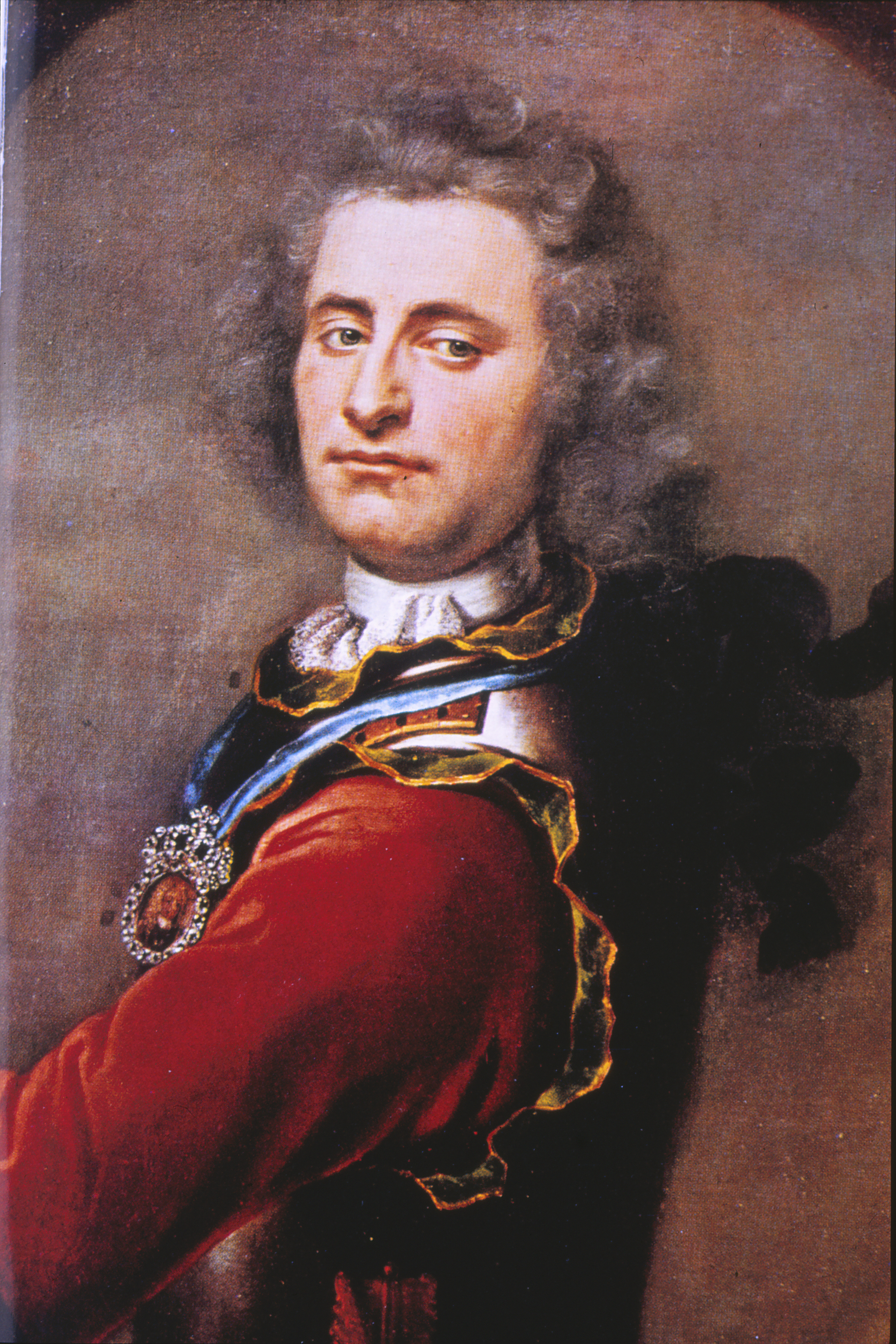
Peter Wessel Tordenskiold

In der Nacht vom 27. September kam die Rache Tordenskjolds, welche die Schweden seit dem Angriff auf die dänische Flotte erwarteten. Unter dem Kommando des Kapitän Oluf Budde segelten neun dänische Segelboote unbemerkt an der Festung Elfsborg vorüber und begaben sich in den Hafen von Göteborg. Der Auftrag lautete verlorene dänische Schiffe zurückerobern und die restlichen schwedischen Schiffe anzuzünden.
Während die Segelboote die Käringbergets Batterie passierten, wurden sie von den Wachen entdeckt und angerufen. Auf die Frage hin wer sie seien antworteten die Dänen sie seien Gute Schweden. Durch diese militärische List gelang es den Dänen weiter in den Hafen vorzudringen. In der Zufahrt des Hafens wurde ihr Weg von einem Patrouillenboot der Caroli-Batterie gekreuzt. Diese ließen die Dänen ohne Anrufen passieren, das Patrouillenboot verließ sich auf die Außenposten und sah keine Gefahr in den Segelbooten.
Einmal im Hafen schickte Budde den Kapitän Cleves mit 30 Soldaten zur Hafenwache, um diese auszuschalten. Die Dänen wurden mehrfach im Laufe der Zeit von schwedischen Posten angesprochen. Da diese hauptsächlich aus sächsischen Soldaten bestanden, die Schwedisch von Dänisch nicht unterscheiden konnten, und die Dänen außerdem ihre Uniformen umgedreht hatten, sodass das blaue Innenfutter jetzt außen war und die Uniformen den blauen schwedischen Uniformen dadurch sehr ähnlich sahen, konnten sie alle Postenstellen passieren.
Sie schlichen sich auf den Lilla Billingen, einen kleinen 20 Meter erhabenen Hügel über dem Hafen, wo die Hafenwache stationiert war. Die Dänen stürmten das Gebäude und riefen den zwölf darin befindlichen sächsischen Soldaten zu, sie sollten sich ergeben. Der wachhabende Offizier ein Fähnrich mit dem Namen Franck erhob sich und fragte verwundert erstaunt: Was, Kapitulation?. Kaum hatte er die Worte ausgesprochen, wurde er von Kapitän Cleves erschossen und sank zu Boden.
Nachdem Kapitän Budde das Signal erhielt, dass die Hafenwache unschädlich gemacht worden war, begannen die Dänen acht schwedische Schiffe in Brand zu stecken und sie zu versenken. Danach verließen sie den Hafen mit zwei gekaperten Galeeren.
Unterdessen war es einem sächsischen Soldaten gelungen, von der Lilla Billingen zu entkommen und die Schweden zu alarmieren. Die Batterien wurden besetzt und die Dänen wurden unter Beschuss genommen. Diese erlitten dadurch aber nur minimale Verluste und der Kapitän Budde konnte mit den gekaperten Galeeren fliehen.

## Verluste
Die Verluste beim ersten Angriff auf die Festung Nya Elfsborg waren auf schwedischer Seite 30 Tote und 70 Verwundete und auf der dänischen 60 Tote und 73 Verwundete.
Zu dem zweiten Angriff auf den Hafen gibt es keine genauen Angaben über Verluste oder Verwundete.

## Die Folgen
Die dänische Flotte zog sich zurück und Göteborg war für die Handelsschiffe wieder erreichbar. Diese Angriffe auf Göteborg waren die letzten kriegerischen Auseinandersetzungen zwischen Schweden und Dänemark im großen nordischen Krieg.
Für seine Verdienste im Kampf um Göteborg wurde Georg Bogislaus Staël von Holstein im Jahre 1720 zum Generalmajor ernannt und bekam das Kommando über die Leibgarde von Karl Friedrich von Holstein-Gottorf.
Nach dem Frieden von Frederiksborg am 23. Juli 1720 ließ sich Tordenskiold beurlauben und beendete seinen aktiven Kriegsdienst bei der dänischen Marine.